# Contea di Pawnee (Oklahoma)
La contea di Pawnee (in inglese Pawnee County) è una contea dello Stato dell'Oklahoma, negli Stati Uniti. La popolazione al censimento del 2000 era di 16 612 abitanti. Il capoluogo di contea è Pawnee.